# سیویل‌لاینز، فیصل‌آباد
سیویل‌لاینز (به انگلیسی: Civil Lines) یک منطقهٔ مسکونی در پاکستان است که در پنجاب واقع شده‌است.